# Carmen Barth
Carmen Barth, de son vrai nom Carmine R. DiBartholomeo, est un boxeur américain né le 13 septembre 1912 à Cleveland et mort le 18 septembre 1985 à Lorain, Ohio.

## Carrière
Il devient champion olympique aux Jeux de Los Angeles en 1932 dans la catégorie poids moyens puis passe professionnel. Barth échoue dans sa quête de titre mondial face à son compatriote Freddie Steele le 19 février 1938 (défaite par arrêt de l'arbitre au 7e round). Il met un terme à sa carrière en 1941 sur un bilan honorable de 42 victoires, 15 défaites et 3 matchs nuls.

## Parcours auxJeux olympiques
Jeux olympiques d'été de 1932 à Los Angeles (poids moyens) :
- Bat Manuel Cruz (Mexique) par KO au 2e round
- Bat Ernest Pierce (Afrique du Sud) aux points
- Bat Amado Azar (Argentine) aux points